# Kjell Henriksen-observatoriet
Kjell Henriksen-observatoriet är ett geofysiskt observatorium utanför Longyearbyen i Svalbard. 
Kjell Henriksen-observatoriet har sitt namn efter Kjell Henriksen (1938-1996), som var professor i fysik vid Universitetet i Tromsø och ägnade sig mycket åt norrskensforskning i Svalbard.
Observatoriet grundades i oktober 1970 som ett litet observatorium på fjället Breinosa. En enkel forskningsstation, Nordlysstasjonen, inrättades i Adventdalen 1978 och ersattes 1983 av en mer permanent byggnad i närheten, på den tidigare flygplatsens landningsbana i Endalens mynning i Adventdalen. Den byggdes därefter ut i omgångar 1988 och 2002. År 2007 flyttades verksamheten till ett nytt observatorium på 700 kvadratmeter uppe på Breinosa på 520 meters höjd ovanför Gruve 7 och något ovanför Eiscats två antenner.
Observatoriet ägs av Statsbygg Nord och för driften ansvarar den geofysiska institutionen på Universitetscentret på Svalbard. Observatoriet är anslutet till Internet via fiberkabel till Longyearbyen.

## Konstnärlig utsmyckning
Byggnaden består av ett arbetsrum, ett lunchrum samt observaroriemuduler längs en 30 meter lång korridor klädd med träfiberskivor. Mellan dörrarna finns ett tjugotal, huvudsakligen abstrakta, målningar av den norske konstnären Marius Martinussen.